# FC Augsburg
FC Augsburg is een Duitse voetbalclub uit Augsburg, Beieren. De club ontstond in 1969 door een fusie tussen BC Augsburg (1907) en TSV Schwaben Augsburg (1907). Sinds 2011 speelt Augsburg op het hoogste niveau in Duitsland, de Bundesliga. In het seizoen 2015/16 speelde de club voor het eerst Europees voetbal, in de Europa League. Augsburg speelt zijn thuiswedstrijden in de WWK ARENA, die plaats biedt aan 30.660 toeschouwers.

## Geschiedenis

### Fusie
Zowel BC als TSV Schwaben waren jaren actief geweest in de hoogste afdelingen, echter door de oprichting van de Bundesliga verzeilden de clubs in de tweede en derde klasse. Hierdoor besloten ze de krachten te bundelen in 1969 toen Schwaben uit de Regionalliga degradeerde en BC in de Bayernliga speelde. TSV Schwaben bleef wel als sportclub bestaan en behield zelfs zijn amateurelftal maar maakte de belofte nooit meer profvoetbal te zullen spelen. BC Augsburg ging helemaal op in de nieuwe club FC Augsburg.

### Lagere divisies
Het duurde vier jaar vooraleer de club promotie kon afdwingen naar de Regionalliga. In het eerste seizoen had de club wel vele supporters. Op de tweede speeldag daagden in het Olympiastadion van München tussen de 90.000 en 100.000 toeschouwers op voor de wedstrijd TSV 1860 tegen Augsburg. In het eigen Rosenaustadion daagden 42.000 toeschouwers op voor een wedstrijd tegen 1. FC Nürnberg. De club werd sensationeel kampioen en nam deel aan de eindronde om te promoveren naar de Bundesliga, maar verloor hier van Tennis Borussia Berlin.Na dit seizoen werd de 2. Bundesliga ingevoerd als nieuwe tweede klasse. De concurrentie in deze tweereeksige competitie was een stuk hoger dan in de Regionalliga en Augsburg was hier slechts een grijze muis. In 1978/79 degradeerde de club. Tot 1983 promoveerde of degradeerde de club elk jaar tussen de 2. Bundesliga en de Bayernliga. Tot 1994 speelde de club in de Bayernliga en eindigde steevast in de top acht. In 1994 werd de club kampioen maar door de invoering van de Regionalliga als nieuwe derde klasse onder de 2. Bundesliga steeg de club eigenlijk geen niveau. In de Regionalliga was Augsburg slechts een middenmoter.
In 2000 kreeg de club geen licentie en ondanks dat het 8ste eindigde degradeerde de club naar de 4de klasse, na 2 seizoenen keerde FCA terug. Nadat de club nieuwe investeerders vond begon het economisch herstel. De volgende 4 seizoenen eindigde de club in de top 4 en na 2005/06 mocht de club eindelijk nog eens promoveren naar de 2. Bundesliga. In 2009/10 eindigde de club als derde. Voorheen gaf dit ook recht op rechtstreekse promotie, maar nu moest de club eerst langs de nummer 16 van de Bundesliga, Nürnberg, en verloor. Over twee wedstrijden werd het 1-0. Een jaar later werd Augsburg tweede en promoveerde nu wel rechtstreeks naar de Bundesliga. De promotie werd veiliggesteld op de laatste speeldag, toen Stephan Hain vijf minuten voor tijd het winnende doelpunt maakte tegen FSV Frankfurt.

### Bundesliga
De eerste winst in de Bundesliga kon de club op de negende speeldag vieren, tegen 1. FSV Mainz 05. Uiteindelijk werd de club veertiende. FC Augsburg dwong ook in de volgende seizoenen lijfsbehoud af: in 2012/13 eindigde het vijftiende, in 2013/14 haalde het plaats acht op de ranglijst. Het seizoen 2014/15 was een hoogtepunt: het kwalificeerde zich via een vijfde plaats in de competitie voor het eerst in de clubhistorie voor Europees voetbal, in de Europa League. Die kwalificatie kwam er na een seizoenseinde dat gekenmerkt werd door voor Augsburg typische onvoorspelbaarheid: zo werd er gewonnen van kampioen Bayern München, maar ook verloren tegen middenmoter Hannover 96. Daardoor werden de historische vijfde plaats en het bijhorende Europese ticket pas op de slotspeeldag veiliggesteld na een zege tegen Borussia Mönchengladbach.
In de Europa League 2015/16 eindigde Augsburg als tweede in een groep met Athletic Bilbao (dat groepswinnaar werd), FK Partizan en AZ. In de tweede ronde trof het Liverpool. Thuis bleef het 0-0, in de terugwedstrijd betekende een penalty van James Milner de Europese uitschakeling voor Augsburg. In de competitie gleed het af en belandde het op stek twaalf. Ook de komende seizoenen eindigde Augsburg ondanks soms erg goede seizoensstarten rond deze positie. Op 30 september 2018 maakte Alfred Finnbogason een hattrick voor Augsburg in de met 4-1 gewonnen wedstrijd tegen Freiburg. Hierdoor passeerde hij Tobias Werner als topschutter van de club in de Bundesliga met 25 goals. Op de laatste speeldag van het seizoen 2018/19 verloor Augsburg met 8-1 tegen VfL Wolfsburg; de zwaarste Bundesliga-nederlaag ooit voor de club, vier speeldagen nadat tegen Stuttgart de grootste zege ooit in de hoogste klasse werd geboekt (6-0). Augsburg eindigde dat seizoen op de 15e positie op de ranglijst.
In oktober 2023 werd toenmalig trainer Enrico Maaßen ontslagen na de slechtste seizoensstart in jaren, met als toppunt een nederlaag tegen SV Darmstadt. Augsburg stond op dat moment op de 15e plaats in de Bundesliga. De club stelde vervolgens de Deen Jess Thorup aan als nieuwe trainer. In zijn eerste zes competitiewedstrijden bleef Thorup ongeslagen: onder zijn leiding speelde de club drie keer gelijk en werd er even vaak gewonnen van respectievelijk Heidenheim, VfL Wolfsburg en Eintracht Frankfurt. Daardoor kon Augsburg opklimmen naar de negende plaats in de stand. De terugwedstrijd tegen Darmstadt op speeldag 24 werd door Augsburg met 0-6 gewonnen. Het was de grootste overwinning in een uitwedstrijd in de Bundesliga in de geschiedenis van de club. Na enkele mindere resultaten, waaronder 5 nederlagen op een rij op de 5 laatste speeldagen van het seizoen, zakte Augsburg weg naar de 11e plaats. Niettemin was het de beste eindklassering van de club sinds het seizoen 2014/15. 

## Eerste elftal

### Selectie
| Nr.           | Naam                  | Nationaliteit | Geb. datum | Sinds | Contract | Vorige club          |
| ------------- | --------------------- | ------------- | ---------- | ----- | -------- | -------------------- |
| Doelmannen    |                       |               |            |       |          |                      |
| 1             | Finn Dahmen           | Duitsland     | 27-03-1998 | 2023  | 2027     | FSV Mainz 05         |
| 22            | Nediljko Labrović     | Kroatië       | 10-10-1999 | 2024  | 2029     | HNK Rijeka           |
| 25            | Daniel Klein          | Duitsland     | 13-03-2001 | 2021  | 2026     | 1899 Hoffenheim      |
| Verdedigers   |                       |               |            |       |          |                      |
| 3             | Mads Pedersen         | Denemarken    | 01-09-1996 | 2019  | 2027     | Nordsjælland         |
| 5             | Chrislain Matsima     | Frankrijk     | 15-05-2002 | 2024  | 2029     | AS Monaco            |
| 6             | Jeffrey Gouweleeuw    | Nederland     | 10-07-1991 | 2016  | 2026     | AZ                   |
| 13            | Dimitrios Giannoulis  | Griekenland   | 17-10-1995 | 2024  | 2028     | Norwich City         |
| 16            | Cédric Zesiger        | Zwitserland   | 24-06-1998 | 2025  | 2029     | VfL Wolfsburg        |
| 23            | Maximilian Bauer      | Duitsland     | 09-02-2000 | 2022  | 2027     | SpVgg Greuther Fürth |
| 27            | Marius Wolf           | Duitsland     | 27-05-1995 | 2024  | 2027     | Borussia Dortmund    |
| 31            | Keven Schlotterbeck   | Duitsland     | 28-04-1997 | 2024  | 2027     | SC Freiburg          |
| 40            | Noahkai Banks         | USA           | 01-12-2006 | 2024  | 2029     |                      |
| 41            | Felix Meiser          | Duitsland     | 16-01-2007 | 2020  | 2027     | TSV 1860 München     |
| 43            | Oliver Sorg           | Oostenrijk    | 31-07-2007 | 2025  |          | Sturm Graz           |
| Middenvelders |                       |               |            |       |          |                      |
| 4             | Han-Noah Massengo     | Frankrijk     | 07-07-2001 | 2025  | 2030     | Burnley              |
| 8             | Elvis Rexhbeçaj       | Kosovo        | 01-11-1997 | 2022  | 2026     | VfL Wolfsburg        |
| 10            | Arne Maier            | Duitsland     | 08-01-1999 | 2021  | 2026     | Hertha BSC           |
| 17            | Kristijan Jakić       | Kroatië       | 14-05-1997 | 2024  | 2028     | Eintracht Frankfurt  |
| 18            | Tim Breithaupt        | Duitsland     | 07-02-2002 | 2023  | 2028     | Karlsruher SC        |
| 19            | Robin Fellhauer       | Duitsland     | 21-01-1998 | 2025  | 2029     | SV Elversberg        |
| 20            | Alexis Claude-Maurice | Frankrijk     | 06-06-1998 | 2024  | 2027     | Nice                 |
| 36            | Mert Kömür            | Duitsland     | 17-07-2005 | 2019  | 2029     | TSV 1860 München     |
| 42            | Mahmut Küçükşahin     | Turkije       | 07-04-2004 | 2022  | 2027     |                      |
| Aanvallers    |                       |               |            |       |          |                      |
| 7             | Yusuf Kabadayı        | Duitsland     | 02-02-2004 | 2024  | 2028     | FC Bayern München    |
| 9             | Samuel Essende        | COD           | 23-01-1998 | 2024  | 2028     | FC Vizela            |
| 15            | Steve Mounié          | Benin         | 29-09-1994 | 2024  | 2027     | Brest                |
| 21            | Phillip Tietz         | Duitsland     | 09-07-1997 | 2023  | 2027     | Darmstadt            |
| 26            | Elias Saad            | Tunesië       | 27-12-1999 | 2025  | 2029     | FC St. Pauli         |
| 28            | Aiman Dardari         | LUX           | 21-03-2005 | 2025  | 2029     | FSV Mainz 05         |
| 29            | Kyliane Dong          | Frankrijk     | 27-09-2004 | 2025  | 2030     | Troyes AC            |

Laatste update: 15 august 2025

### Staf
| Naam              | Nationaliteit | Functie           | Sinds | Contract | Vorige club           |
| ----------------- | ------------- | ----------------- | ----- | -------- | --------------------- |
| Technische Staf   |               |                   |       |          |                       |
| Sandro Wagner     | Duitsland     | Hoofdtrainer      | 2025  | 2028     | Duitsland (assistent) |
| Thomas Kasparetti | Duitsland     | Assistent-trainer | 2025  |          | SpVgg Unterhaching    |
| Sven Palinkasch   | Duitsland     | Assistent-trainer | 2025  |          | SpVgg Unterhaching    |
| Imre Szabics      | Hongarije     | Assistent-trainer | 2024  |          | FC Zürich             |
| Marco Langner     | Duitsland     | Keeperstrainer    | 2024  |          | Jahn Regensburg       |
| Quirin Löppert    | Duitsland     | Atletiektrainer   | 2023  |          | FC Schalke 04         |
| Frank Roßner      | Duitsland     | Atletiektrainer   | 2021  |          | RB Leipzig            |
| Christian Hahn    | Duitsland     | Atletiektrainer   | 2020  |          | Shandong Taishan      |
| Andreas Bäumler   | Duitsland     | Atletiektrainer   | 2017  |          | Arminia Bielefeld     |
| Felix Kling       | Duitsland     | Video-analist     | 2024  |          |                       |
| Benedikt Brust    | Duitsland     | Video-analist     | 2016  |          |                       |

Laatste update: 9 august 2025

## Overzichtslijsten
| Niveau | Aantal | Periode (1969-2026)                                   |
| ------ | ------ | ----------------------------------------------------- |
| I      | 15     | 2011-....                                             |
| II     | 13     | 1973-1979, 1980-1981, 1982-1983, 2006-2011            |
| III    | 27     | 1969-1973, 1979-1980, 1981-1982, 1983-2000, 2002-2006 |
| IV     | 2      | 2000-2002                                             |

### Eindklasseringen sinds 1964
- 1964 19e
Regionalliga
- 1965 2e
Niveau 3
- 1966 1e
Niveau 3
- 1967 16e
Regionalliga
- 1968 16e
Niveau 3
- 1969 2e
Niveau 3
- 1970 4e
Niveau 3
- 1971 3e
Niveau 3
- 1972 8e
Niveau 3
- 1973 1e
Niveau 3
- 1974 1e
Regionalliga
- 1975 12e
2. Bundesliga
- 1976 15e
2. Bundesliga
- 1977 9e
2. Bundesliga
- 1978 14e
2. Bundesliga
- 1979 18e
2. Bundesliga
- 1980 1e
Oberliga
- 1981 18e
2. Bundesliga
- 1982 1e
Oberliga
- 1983 17e
2. Bundesliga
- 1984 7e
Oberliga
- 1985 2e
Oberliga
- 1986 3e
Oberliga
- 1987 6e
Oberliga
- 1988 6e
Oberliga
- 1989 4e
Oberliga
- 1990 3e
Oberliga
- 1991 8e
Oberliga
- 1992 4e
Oberliga
- 1993 6e
Oberliga
- 1994 1e
Oberliga
- 1995 9e
Regionalliga
- 1996 11e
Regionalliga
- 1997 11e
Regionalliga
- 1998 10e
Regionalliga
- 1999 14e
Regionalliga
- 2000 8e
Regionalliga
- 2001 4e
Oberliga
- 2002 1e
Oberliga
- 2003 3e
Regionalliga
- 2004 4e
Regionalliga
- 2005 4e
Regionalliga
- 2006 1e
Regionalliga
- 2007 7e
2. Bundesliga
- 2008 14e
2. Bundesliga
- 2009 12e
2. Bundesliga
- 2010 3e
2. Bundesliga
- 2011 2e
2. Bundesliga
- 2012 14e
Bundesliga
- 2013 15e
Bundesliga
- 2014 8e
Bundesliga
- 2015 5e
Bundesliga
- 2016 12e
Bundesliga
- 2017 13e
Bundesliga
- 2018 11e
Bundesliga
- 2019 15e
Bundesliga
- 2020 15e
Bundesliga
- 2021 13e
Bundesliga
- 2022 14e
Bundesliga
- 2023 15e
Bundesliga
- 2024 11e
Bundesliga
- 2025 12e
Bundesliga

- Niveau 1
- Niveau 2
- Niveau 3
- Niveau 4

| Legenda niveautijdlijn | Legenda niveautijdlijn      | Legenda niveautijdlijn      | Legenda niveautijdlijn      | Legenda niveautijdlijn    | Legenda niveautijdlijn |
| Liga                   | Seizoen 1963/64 t/m 1973/74 | Seizoen 1974/75 t/m 1993/94 | Seizoen 1994/95 t/m 2007/08 | Seizoen 2008/09 tot heden | Opmerking              |
| ---------------------- | --------------------------- | --------------------------- | --------------------------- | ------------------------- | ---------------------- |
| Bundesliga             | Niveau I                    | Niveau I                    | Niveau I                    | Niveau I                  |                        |
| 2. Bundesliga          | --                          | Niveau II                   | Niveau II                   | Niveau II                 |                        |
| 3. Liga                | --                          | --                          | --                          | Niveau III                |                        |
| Regionalliga           | Niveau II                   | --                          | Niveau III                  | Niveau IV                 |                        |
| Oberliga               | --                          | Niveau III *                | Niveau IV                   | Niveau V                  | * vanaf 1978/79        |

### Resultaten
| Seizoen | Niv. | Positie | Liga                        | Wedstr. | Winst | Gelijk | Verlies | Doelsaldo | Punten | Tsch.gem. | Topscorer                                 | DFB-Pokal    | Opmerkingen                                              |
| ------- | ---- | ------- | --------------------------- | ------- | ----- | ------ | ------- | --------- | ------ | --------- | ----------------------------------------- | ------------ | -------------------------------------------------------- |
| 1969/70 | III  | 4       | 1. Amateurliga Bayern       | 34      | 20    | 6      | 8       | 71-34     | 46     |           |                                           | --           |                                                          |
| 1970/71 | III  | 3       | 1. Amateurliga Bayern       | 34      | 18    | 8      | 8       | 77-41     | 44     |           |                                           | --           |                                                          |
| 1971/72 | III  | 8       | 1. Amateurliga Bayern       | 34      | 13    | 11     | 10      | 57-45     | 37     |           |                                           | --           |                                                          |
| 1972/73 | III  | 1       | 1. Amateurliga Bayern       | 34      | 19    | 10     | 5       | 79-36     | 48     |           |                                           | --           |                                                          |
| 1973/74 | II   | 1       | Regionalliga Süd            | 34      | 20    | 8      | 6       | 79-47     | 48     |           |                                           | --           |                                                          |
| 1973/74 | II   | 2       | Promotieseries > Bundesliga | 8       | 2     | 5      | 1       | 18-17     | 9      | 24.500    | Karl Obermeier (5)                        | --           | Geplaatst voor de 2. Bundesliga                          |
| 1974/75 | II   | 12      | 2. Bundesliga Süd           | 38      | 12    | 13     | 13      | 61-63     | 37     | 12.368    | Helmut Haller / Wilhelm Hoffmann (9)      | 3e ronde     |                                                          |
| 1975/76 | II   | 15      | 2. Bundesliga Süd           | 38      | 12    | 8      | 18      | 57-56     | 32     | 9.500     | Wilhelm Hoffmann (11)                     | 1e ronde     |                                                          |
| 1976/77 | II   | 9       | 2. Bundesliga Süd           | 38      | 17    | 6      | 15      | 72-73     | 40     | 9.605     | Harald Aumeier (16)                       | 8e finale    |                                                          |
| 1977/78 | II   | 14      | 2. Bundesliga Süd           | 38      | 12    | 10     | 16      | 57-54     | 35     | 4.989     | Georg Beichle (21)                        | 3e ronde     |                                                          |
| 1978/79 | II   | 18      | 2. Bundesliga Süd           | 38      | 11    | 6      | 21      | 55-89     | 28     | 4.000     | Georg Beichle (12)                        | 2e ronde     |                                                          |
| 1979/80 | III  | 1       | Bayernliga                  | 34      | 20    | 7      | 7       | 70-29     | 47     |           |                                           | 2e ronde     |                                                          |
| 1980/81 | II   | 18      | 2. Bundesliga Süd           | 38      | 7     | 10     | 21      | 55-88     | 24     | 2.295     | Hans Jörg (18)                            | 3e ronde     |                                                          |
| 1981/82 | III  | 1       | Bayernliga                  | 34      | 26    | 8      | 4       | 80-32     | 60     |           |                                           | 1e ronde     |                                                          |
| 1982/83 | II   | 17      | 2. Bundesliga               | 38      | 11    | 10     | 17      | 32-54     | 232    | 4.395     | Eduard Kischner (8)                       | --           |                                                          |
| 1983/84 | III  | 7       | Bayernliga                  | 38      | 16    | 11     | 11      | 66-44     | 43     | 1.687     | Jürgen Kedrusch (16)                      | 2e ronde     |                                                          |
| 1984/85 | III  | 2       | Bayernliga                  | 34      | 22    | 5      | 7       | 71-36     | 49     | 2.465     | Hans-Joachim Schnürer (20)                | --           | 1e ronde Duits amateurkampioenschap                      |
| 1985/86 | III  | 3       | Bayernliga                  | 34      | 18    | 10     | 6       | 74-38     | 46     | 1.788     | Karl-Heinz Riedle (20)                    | --           |                                                          |
| 1986/87 | III  | 6       | Bayernliga                  | 36      | 13    | 11     | 12      | 48-38     | 37     | 1.617     |                                           | 2e ronde     |                                                          |
| 1987/88 | III  | 6       | Bayernliga                  | 32      | 11    | 11     | 10      | 57-40     | 33     | 1.153     |                                           | --           |                                                          |
| 1988/89 | III  | 4       | Bayernliga                  | 32      | 14    | 11     | 7       | 68-41     | 39     |           |                                           | 1e ronde     |                                                          |
| 1989/90 | III  | 3       | Bayernliga                  | 30      | 16    | 7      | 7       | 49-33     | 39     |           |                                           | --           |                                                          |
| 1990/91 | III  | 8       | Bayernliga                  | 32      | 13    | 6      | 13      | 51-47     | 32     |           |                                           | --           |                                                          |
| 1991/92 | III  | 4       | Bayernliga                  | 32      | 16    | 8      | 8       | 60-42     | 40     |           |                                           | --           |                                                          |
| 1992/93 | III  | 6       | Bayernliga                  | 32      |       |        |         | 58-40     | 37     |           |                                           | --           |                                                          |
| 1993/94 | III  | 1       | Bayernliga                  | 32      | 23    | 5      | 4       | 70-29     | 51     |           |                                           | 8e finale    | Geplaatst voor de nieuw gevormde Regionalliga            |
| 1993/94 | III  | 4       | Promotieseries > Bundesliga | 6       | 1     | 2      | 3       | 5-10      | 4      |           |                                           |              |                                                          |
| 1994/95 | III  | 9       | Regionalliga Süd            | 34      | 14    | 6      | 14      | 48-52     | 34     |           | Franz Becker (10)                         | --           |                                                          |
| 1995/96 | III  | 11      | Regionalliga Süd            | 34      | 11    | 8      | 15      | 42-47     | 41     |           | Bernhard Weis (11)                        | --           |                                                          |
| 1996/97 | III  | 11      | Regionalliga Süd            | 34      | 9     | 11     | 14      | 46-50     | 38     |           | Michael Fersch (12)                       | --           |                                                          |
| 1997/98 | III  | 10      | Regionalliga Süd            | 32      | 10    | 12     | 10      | 51-47     | 52     |           | Dieter Eckstein (21)                      | --           |                                                          |
| 1998/99 | III  | 14      | Regionalliga Süd            | 34      | 10    | 8      | 16      | 42-57     | 38     |           | Sercan Güvenisik (10)                     | --           |                                                          |
| 1999/00 | III  | 8       | Regionalliga Süd            | 34      | 12    | 10     | 12      | 43-43     | 46     |           | Werner Rank (6)                           | --           | Geen licentie gekregen voor nieuw te vormen Regionalliga |
| 2000/01 | IV   | 4       | Bayernliga                  | 38      | 20    | 5      | 13      | 74-51     | 65     |           | Rudolf Rancz / Oliver Remmert (11)        |              |                                                          |
| 2001/02 | IV   | 1       | Bayernliga                  | 36      | 29    | 2      | 5       | 93-34     | 89     |           | Mikheil Sajaia / Vladimir Manislavić (23) |              |                                                          |
| 2002/03 | III  | 3       | Regionalliga Süd            | 36      | 17    | 8      | 11      | 55-39     | 59     | 2.145     | Jörg Reeb (15)                            |              |                                                          |
| 2003/04 | III  | 4       | Regionalliga Süd            | 34      | 15    | 7      | 12      | 57-41     | 52     | 2.800     | Miguel Coulibaly (10)                     |              |                                                          |
| 2004/05 | III  | 4       | Regionalliga Süd            | 34      | 17    | 10     | 7       | 62-36     | 61     | 4.323     | Mark Römer (17)                           |              |                                                          |
| 2005/06 | III  | 1       | Regionalliga Süd            | 34      | 23    | 7      | 4       | 73-26     | 76     | 4.526     | Cristian Okpala (16)                      |              |                                                          |
| 2006/07 | II   | 7       | 2. Bundesliga               | 34      | 14    | 10     | 10      | 43-32     | 52     | 16.812    | Axel Lawarée (15)                         | 1e ronde     |                                                          |
| 2007/08 | II   | 14      | 2. Bundesliga               | 34      | 10    | 8      | 16      | 39-51     | 38     | 17.206    | Michael Thurk (5)                         | 1e ronde     |                                                          |
| 2008/09 | II   | 11      | 2. Bundesliga               | 34      | 10    | 10     | 14      | 43-46     | 40     | 15.577    | Michael Thurk (14)                        | 2e ronde     |                                                          |
| 2009/10 | II   | 3       | 2. Bundesliga               | 34      | 17    | 11     | 6       | 60-40     | 62     | 18.329    | Michael Thurk (23)                        | halve finale | PD-wedstr. > 1. FC Nürnberg 0-3: 0-1 uit en 0-2 thuis    |
| 2010/11 | II   | 2       | 2. Bundesliga               | 34      | 19    | 8      | 7       | 58-27     | 65     | 20.481    | Nando Rafael (14)                         | 8e finale    |                                                          |
| 2011/12 | I    | 14      | Bundesliga                  | 34      | 8     | 14     | 12      | 36-49     | 38     | 30.259    | Ja-cheol Koo / Sascha Mölders (5)         | 8e finale    |                                                          |
| 2012/13 | I    | 15      | Bundesliga                  | 34      | 8     | 9      | 17      | 33-51     | 33     | 29.078    | Sascha Mölders (10)                       | 8e finale    |                                                          |
| 2013/14 | I    | 8       | Bundesliga                  | 34      | 15    | 7      | 12      | 47-47     | 52     | 29.295    | André Hahn (12)                           | 8e finale    |                                                          |
| 2014/15 | I    | 5       | Bundesliga                  | 34      | 15    | 4      | 15      | 43-43     | 49     | 29.163    | Raúl Bobadilla (10)                       | 1e ronde     | Voor het eerst geplaatst voor Europees voetbal           |
| 2015/16 | I    | 12      | Bundesliga                  | 34      | 9     | 11     | 14      | 42-52     | 38     | 29.017    | Ja-cheol Koo (8)                          | 8e finale    |                                                          |
| 2016/17 | I    | 13      | Bundesliga                  | 34      | 9     | 11     | 14      | 35-51     | 38     | 28.172    | Halil Altintop (6)                        | 2e ronde     |                                                          |
| 2017/18 | I    | 12      | Bundesliga                  | 34      | 10    | 11     | 13      | 43-46     | 41     | 28.238    | Michael Gregoritsch (13)                  | 1e ronde     |                                                          |
| 2018/19 | I    | 15      | Bundesliga                  | 34      | 8     | 8      | 18      | 51-71     | 32     | 28.623    | Alfreð Finnbogason (10)                   | kwartfinale  |                                                          |
| 2019/20 | I    | 15      | Bundesliga                  | 34      | 9     | 9      | 16      | 45-63     | 36     | 20.265    | Florian Niederlechner (13)                | 1e ronde     |                                                          |
| 2020/21 | I    | 13      | Bundesliga                  | 34      | 10    | 6      | 18      | 36-54     | 36     | --        | André Hahn (8)                            | 2e ronde     |                                                          |
| 2021/22 | I    | 14      | Bundesliga                  | 34      | 10    | 8      | 16      | 39-56     | 38     | 15.197    | Michael Gregoritsch (9)                   | 2e ronde     |                                                          |
| 2022/23 | I    | 15      | Bundesliga                  | 34      | 9     | 7      | 18      | 42-63     | 34     | 27.956    | Mergim Berisha (9)                        | 2e ronde     |                                                          |
| 2023/24 | I    | 11      | Bundesliga                  | 34      | 10    | 9      | 15      | 50-60     | 39     | 29.144    | Ermedin Demirović (15)                    | 1e ronde     |                                                          |
| 2024/25 | I    | 12      | Bundesliga                  | 34      | 11    | 10     | 13      | 35-51     | 43     | 29.820    | Alexis Claude-Maurice (9)                 | kwartfinale  |                                                          |

### Augsburg in Europa
Uitslagen vanuit gezichtspunt FC Augsburg
| Seizoen | Competitie    | Ronde        | Land               | Club            | Totaalscore | 1e W    | 2e W     | PUC |
| ------- | ------------- | ------------ | ------------------ | --------------- | ----------- | ------- | -------- | --- |
| 2015/16 | Europa League | Groep L (2e) | Vlag van Servië    | FK Partizan     | 4-4         | 1-3 (T) | 3-1 (U)  | 7.0 |
| 2015/16 | Europa League | Groep L (2e) | Vlag van Spanje    | Athletic Bilbao | 3-6         | 2–3 (T) | 1–3 (U)  | 7.0 |
| 2015/16 | Europa League | Groep L (2e) | Vlag van Nederland | AZ              | 5-1         | 4–1 (T) | 1–0 (U)  | 7.0 |
| 2015/16 | Europa League | 2R           | Vlag van Engeland  | Liverpool FC    | 0-1         | 0–0 (T) | 0–1 (U)) | 7.0 |

Totaal aantal punten voor UEFA coëfficiënten: 7.0
- Deelnemers UEFA-toernooien Duitsland
- Ranglijst van alle clubs die in de diverse Europa Cups zijn uitgekomen

## Bekende (oud-)fuggerstädters

### Spelers
- Halil Altıntop
- Raúl Bobadilla
- Lorenzo Davids
- Jonas De Roeck
- Youssef El Akchaoui
- Alfreð Finnbogason
- Jeffrey Gouweleeuw
- Raphael Holzhauser
- Peter Hlinka
- Marcel de Jong
- Daniel Kimoni
- Kees Kwakman
- Axel Lawarée
- Alex Manninger
- Arkadiusz Milik
- Andreas Ottl
- Ricardo Pepi
- Gibril Sankoh
- Ibrahima Traoré
- Paul Verhaegh

### Trainers
- Manuel Baum
- Jos Luhukay
- Armin Veh
- Markus Weinzierl

## Records

### Top-5 meest gespeelde wedstrijden
| Nr. | Naam               | Land      | Positie      | Periode              | Aantal |
| --- | ------------------ | --------- | ------------ | -------------------- | ------ |
| 1.  | Daniel Baier       | Duitsland | middenvelder | 2010-2020            | 355    |
| 2.  | Jeffrey Gouweleeuw | Nederland | verdediger   | 2016-heden           | 272 *) |
| 3.  | Gerhard Nicklash†  | Duitsland | middenvelder | 1948-1959            | 256    |
| 4.  | Andreas Dörr       | Duitsland | verdediger   | 1988-1998            | 223    |
| 4.  | Ulrich Biesinger†  | Duitsland | aanvaller    | 1952-1959, 1963-1964 | 223    |

### Top-5 doelpuntenmakers
| Nr. | Naam                 | Land      | Periode               | Aantal |
| --- | -------------------- | --------- | --------------------- | ------ |
| 1.  | Ulrich Biesinger†    | Duitsland | 1952-1959 / 1963-1964 | 121    |
| 2.  | Georg Platzer†       | Duitsland | 1949-1955             | 87     |
| 3.  | Ludwig Schuller†     | Duitsland | 1952-1956             | 71     |
| 4.  | Christian Radlmaier† | Duitsland | 1991-1995             | 62     |
| 5.  | Hans Jörg            | Duitsland | 1973-1981             | 58     |

bijgewerkt t/m 18-05-2025